# 新街口北大街
39°56′31″N 116°21′58″E / 39.94187°N 116.36616°E
新街口北大街是位于中国北京市西城区东北部的一条大街。

## 简介
新街口北大街北起德胜门西大街，南到新街口南大街。明朝张爵《京师五城坊巷胡同集》称“新开路”。沈榜《宛署杂记》作“新开道街”。新街口北大街南端与西直门内大街交汇之处，光绪三十四年（1908年）《详细帝京舆图》作“新街口”，其北标为“大街”。中华民国时期，定名“新街口北大街”。
新街口北大街，元朝时为水域，与今积水潭相连。明朝改建元大都，水道受到阻塞，湖泊被填平为陆地，变为居民区，在此处开辟道路。相对原有的街巷，此街实为“新开”，故称“新开路”。新街口之名也由此而来，即新开街的路口。